# 11434 Lohnert
11434 Lohnert (tên chỉ định: 1931 TC2) là một tiểu hành tinh được phát hiện bởi Karl Wilhelm Reinmuth ở Heidelberg ngày 10 tháng 10 năm 1931.